# Ange-Marie Miniconi
Ange-Marie Miniconi, connu sous le nom de commandant Jean-Marie, né à Ocana en Corse (actuelle Corse-du-Sud) le 5 juin 1911, mort le 26 décembre 1988 à Cannes, est un résistant français qui dirigea un important réseau durant la Seconde Guerre mondiale à Cannes (Alpes-Maritimes, France).

## Biographie

### Jeunesse

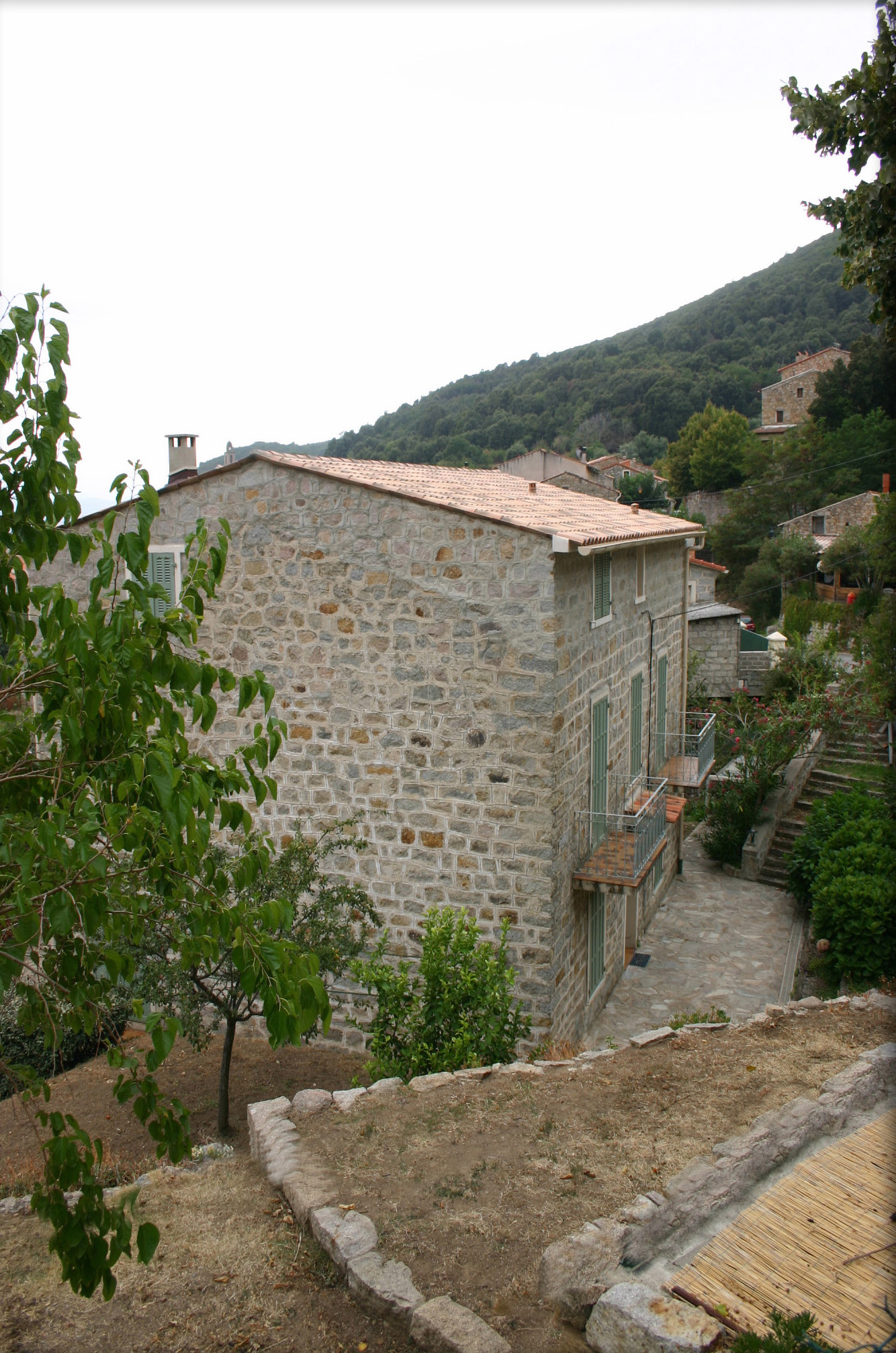
Maison natale d'Ange-Marie Miniconi, à Ocana.

Il fut admis à l’École Normale, à l’âge de seize ans, et y obtint son diplôme d’instituteur à vingt ans.
D’abord employé à effectuer des remplacements à Nice puis à Saint-André, il y gagne la réputation d’un homme autoritaire qui pouvait « tenir » les classes agitées. Il restaure l’ordre dans une classe de mutins de Plan-du-Var, dans l’arrière pays niçois, où des fils d’émigrants d’Italie du sud avaient conduit trois enseignants au bord de la crise de nerfs.

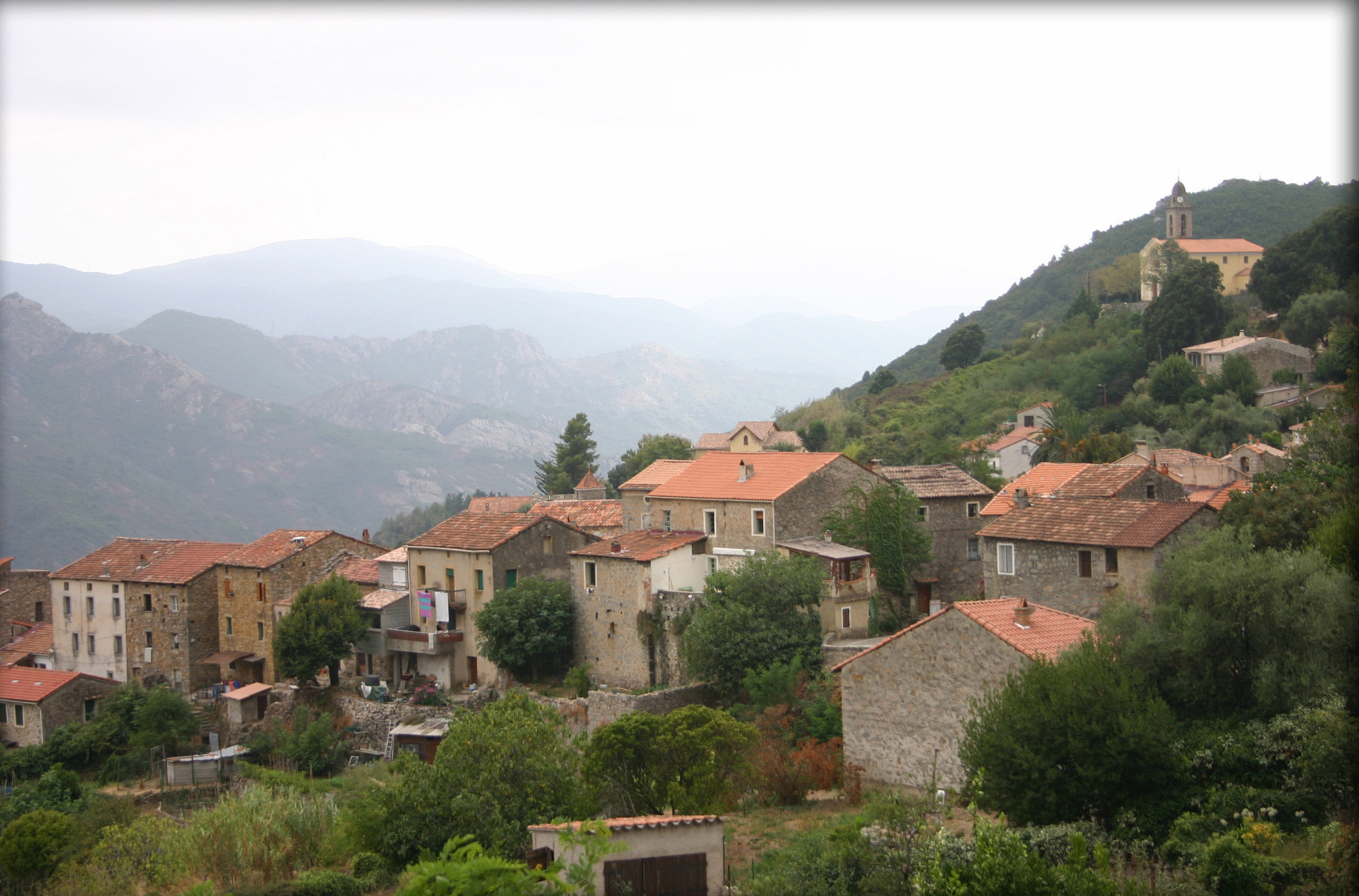
Ocana, de nos jours (2007)

Quand il fut convoqué pour son service militaire de dix-huit mois, il montra une sorte d’inflexibilité, que ses supérieurs appelèrent de « l’entêtement ». Il fut volontaire pour s’enrôler car cela lui donnait le droit de choisir la formation qu’il allait suivre. Il choisit donc l’artillerie plutôt que l’infanterie basée à Nice. Tous les diplômés de l’École Normale étaient considérés comme des officiers potentiels, ils devaient, pour cela, passer un examen d’entrée, mais Miniconi ne souhaitait pas être officier.
À cette époque, avant la menace nazie, il était un ardent pacifiste, croyant que les guerres et leur préparation n’étaient que des occupations inutiles suivies seulement par des fous. Il détestait les rigidités de l’esprit martial. Et ainsi, de façon totalement délibérée, il rendit un devoir qui lui valut un zéro. Ce résultat était tellement en désaccord avec ses excellents résultats d’étudiant que cela ne passa pas inaperçu. Le commentaire « Pas enthousiaste » fut inscrit dans son dossier.
Il avait atteint son objectif. Mais une nouvelle réputation lui collait à la peau : « un peu bolchevik », « fauteur de trouble potentiel ». De ce fait, il passa trois mois d’hiver à aider à tenir un emplacement d’artillerie dans les montagnes près de la frontière italienne.
Mais grâce à l’aide d’une personne importante (dont le nom s'est perdu à ce jour), qui était de ses amis, il obtint sa réforme,.

### Instituteur
De retour à la vie civile, il fut nommé à Spéracèdes, près de Grasse, puis à Toudon dans la vallée de l’Estéron ; c’est à cette époque, à l'âge de 21 ans, qu’il rencontra Claire Curnier, institutrice également. Ils se marient le 31 décembre 1932 à Saint-Vincent-sur-Jabron, village près de Sisteron dans le département des Basses-Alpes (devenu depuis les Alpes-de-Haute-Provence), dont elle était originaire.
Ensuite ils furent mutés à Saint-Sauveur-sur-Tinée, un petit village dans la vallée de la Tinée reliant le bord de mer aux plus hauts sommets des Alpes. C’était un poste pour deux, prévu pour une équipe « mari - épouse » ; leur fils aîné, Félix-Henri, y naquit en 1934, juste avant qu’ils ne soient mutés à Peille où Guy est né un an plus tard.
Peu après la déclaration de la guerre, il fut convoqué pour être enrôlé ; mais son ami le fit à nouveau réformer, sans son accord cette fois-ci, car maintenant Miniconi voulait partir à la guerre. Alors il se porta volontaire et fut affecté à l’école d’officiers à Hyères. Il en sortit à l’armistice, complètement écœuré : en effet la vie aux casernes de Vassoigne,, où l’école se situait, comportait plus de défilés et d’exercices que quand il était un conscrit débutant six ans auparavant et bien peu de préparation aux combats.
Il fut démobilisé à Cogolin et retrouva son école à Peille, le 26 juin 1940. Il y noua des liens avec un certain nombre de personnes partageant ses idées au « Cercle », il s’agissait de l’institution locale, pas exactement un café, bien que des boissons et des rafraîchissements pouvaient y être servis, pas précisément un club, un étranger ne s’y serait pas senti à son aise. Subventionné par la municipalité, qui payait son directeur, c’était aussi, du fait de sa totale intimité, un lieu idéal pour les complots et les comploteurs. C’est en ce lieu que l’idée du Groupe Jean-Marie germa.

### Son engagement
Après l’armistice, sa position d’instituteur en faisant une élite, on lui proposa un poste spécifique à la Légion française des combattants (L.F.C). Il devrait se déplacer dans la région et devait donner des cours aux Chantiers de jeunesse et expliquer le mystère de la « Révolution nationale » (RN). Il aurait le grade de capitaine trois étoiles, un uniforme fourni, une voiture avec chauffeur et l’essence à volonté.
Pour un homme avec une femme et deux enfants, la proposition était alléchante. À cette époque, en plus de son logement de fonction, Miniconi recevait un salaire de 1 250 francs mensuels. Sa femme recevait un peu moins. La paye qu’on lui offrait dans la Légion était de 13 000 francs mensuels. Devant son premier refus, de nombreuses autres tentatives furent menées dans le même sens par divers personnages officiels y compris par son inspecteur d’académie.
Son opposition persistante aboutit à une perquisition musclée, en juillet 1942, de sa maison de Peille. À cette perquisition étaient présents le service du contre-espionnage, la gendarmerie et un détachement de chasseurs alpins. Cette perquisition fut un fiasco, rien de répréhensible ne fut trouvé mais elle fut cependant suivie de sa convocation au commissariat spécial à Nice, ce dernier traitant les affaires de contre-espionnage et les cas des contrevenants politiques.
Il y subit un interrogatoire en règle : « quelles étaient ses affiliations politiques ? » : il n’en avait pas. « Quelles personnes connaissait-il sur les photos qu’on lui présentait ? » : il n’en connaissait aucune. « Pourquoi avait-il dit cela ? Pourquoi avait-il fait cela ? Que pensait-il de ceci ou de cela ? », etc.
Fin août, il fut, finalement, convoqué à l’inspection académique de Nice où on lui annonça que lui et sa femme étaient relevés de leur poste à Peille et mutés à Cannes en résidence surveillée : cela signifiait qu’ils devraient désormais vivre sous une surveillance officielle de tous les instants, devraient rendre des comptes à la police et seraient obligés de signaler aux autorités chaque déplacement, même court, qu’ils auraient l’intention de faire à l’extérieur des limites de Cannes.
Ses amis de Peille et du « Cercle » les aidèrent à faire ce déménagement pour lequel ils ne disposaient que de quarante-huit heures en tout et pour tout.

### Le Groupe Jean-Marie
Après quelques difficultés et diverses péripéties qui marquèrent leur arrivée à Cannes, ils se retrouvèrent, lui à l’école du Mont Chevalier, au Suquet, et son épouse à l’école Maurice-Alice, proche du boulevard Carnot. Là, avec l’aide de ses amis de Peille, il put prendre contact avec celui qui allait devenir son adjoint, André Émérini (nom de guerre « Curtel »), antiquaire de son état.
Au début, avec l’aide de quelques personnes de confiance, ils se sont cantonnés dans des actes de défi mineurs comme des distributions de tracts, la pose d’affichettes séditieuses et des sabotages occasionnels.

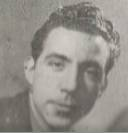
Le seul portrait existant de « Curtel ». Cette photo de passeport a été utilisée sur les faux papiers préparés pour le numéro deux du groupe du commandant Jean-Marie, la nuit où ils sauvèrent Cannes de la destruction.

Début 1943, il reçut des ordres, transmis par « Lass » (de son vrai nom Liso Albertini, qui fut plus tard (1957-1971) maire de Saint-Martin-du-Var, un village sur la rive gauche du Var au pied des montagnes (à une dizaine de kilomètres de l’actuel aéroport de Nice) afin de former une compagnie de résistance qui ferait partie des FTPF (Francs-Tireurs et Partisans Français) qui sera connue sous le nom de 40e compagnie. Dans ce contexte il fut en contact avec les Français Libres de Londres et rencontra Peter Churchill, un agent du SOE. On lui fournit un émetteur-récepteur afin de communiquer avec Londres. Dans ces conditions, ce réseau put mener à bien des opérations de plus grande envergure : Sabotages de voie ferrée, exfiltrations de réfugiés de toutes natures (Juifs, Etrangers en rupture de ban, etc.) vers les maquis de l’Estérel, sabotages industriels, vols d’essence, vols d’armes aux Italiens puis aux Allemands, etc. Puis vint la création d’une autre compagnie (1re compagnie de destruction). Ces compagnies, pour des raisons de sécurité étaient organisées en « triangles ».
Le Groupe Jean-Marie, qui était en contact avec les autres réseaux de résistance de la région, à savoir : 
- les Mouvements unis de la résistance, dont le comité directeur était présidé par Jean Moulin (MUR) ;
- l’Organisation de résistance de l’armée (ORA) ;
- le Noyautage des Administrations Publiques (NAP) ;
- le Résistance-Fer, composé de cheminots, spécialisé dans le sabotage du réseau ferré (FER) ;
- l’Armée Secrète (AS), officiellement Résistance intérieure française ;
- la Main-d'œuvre immigrée (MOI),

continuait à collecter puis transmettre des informations sur les mouvements de troupes, les fortifications, les horaires de train, les expéditions de munitions et l’emplacement des dépôts de matériel de l’ennemi. Mais ce ne fut pas avant mars 1944 que le groupe put mener quatre opérations de sabotage d’envergure contre le réseau ferré, des vols d’essence et un vol d’armes à un détachement allemand près de Pégomas.
Au début du mois d’avril 1944, la troisième compagnie qui venait d’être créée, constituée de résistants des villages d’Auribeau, Pégomas et La Roquette, était à la moitié de sa capacité. Cette croissance permit une augmentation significative des objectifs. Le Groupe Jean-Marie était en contact quasi permanent, par radio, avec le quartier général du général Marie-Pierre Kœnig à Alger qui demandait de plus en plus de sabotages en prévision d’un très prochain débarquement allié au sud. Un très gros sabotage eut lieu aux Aciéries du Nord à La Bocca, en juin 1944, faisant suite à un bombardement américain catastrophique, comme il y en a eu, bien, d'autres (Saint-Laurent-du-Var, par exemple, lors du Bombardement du 26 mai 1944), causant la mort de plusieurs centaines de civils, en raison d'une erreur de ciblage. Cette opération, réussie, mobilisa plusieurs dizaines de membres du Groupe qui sabotèrent le pylône et le transformateur d’alimentation électrique de l’usine ainsi que de très nombreuses machines dans les ateliers. De nombreux participants à cette opération étaient, en fait, employés par les Acièries du Nord et faisaient partie du réseau FER. Ils connaissaient, donc, bien les lieux. L'usine resta hors service trois semaines.
À ce moment-là, le Groupe Jean-Marie était fort de plus de 600 hommes.

### La victoire
Le 20 août 1944 eut lieu une importante réunion à laquelle étaient présents Ange-Marie Miniconi, son adjoint André Emérini ainsi que Stefan Vahanian, chef de l’A.S. 24 et son adjoint Tony Isaïa. L’objectif de la réunion était la répartition des rôles en suivant les instructions contenues dans le Plan d’occupation et protection à utiliser en cas de départ des troupes d’occupation émanant du QG du général Marie-Pierre Kœnig à Alger et date du 25 juillet 1944.

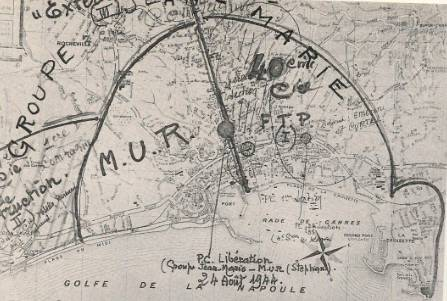
Le plan de bataille pour la libération de Cannes dessiné par Miniconi et Vahanian montre les zones assignées aux FTPF et au MUR. La ligne traversant la carte au centre est dans l’axe du boulevard Carnot.

Le 23 août 1944 ayant appris, par un courrier subtilisé au bureau de poste de Cannes où un membre du réseau était employé, que les allemands avaient ordre de détruire les bâtiments publics ainsi que certains édifices privés, comme les hôtels de la Promenade de la Croisette en particulier, dans leur entier, Le Commandant Jean-Marie réussit à rencontrer, en secret, à la Taverne Royale, le colonel Schneider, officier de la 148e division d’infanterie, responsable du secteur cannois, pour lui monter un bluff lui faisant croire que ses troupes étaient encerclés par la résistance et qu’elles ne pourraient quitter Cannes saines et sauves que si le projet de destruction de la ville était abandonné. Les démineurs du groupe Jean-Marie découvrirent pas moins de trois tonnes d'explosifs dans les bâtiments. Le bluff fonctionna et Cannes fut sauvé de la destruction.
Malheureusement pour le Colonel Schneider une fois arrivé à Nice, où l’événement s’était ébruité, il passa en cour martiale et fut exécuté trois ou quatre jours plus tard, le 27 août semble-il.
Le 24 août 1944, Le Commandant Jean-Marie donne le feu vert aux troupes de la résistance afin de libérer Cannes. Le mot de passe de reconnaissance était, ce jour-là, « Tchad »,,,.
Durant cette période, Ange-Marie Miniconi fut en contact avec d’autres résistants célèbres du bassin cannois, dont Léon Noël, Francis Tonner, Hélène Vagliano et Louis Perrisol. Cette liste n'est pas exhaustive.

### L'après-guerre

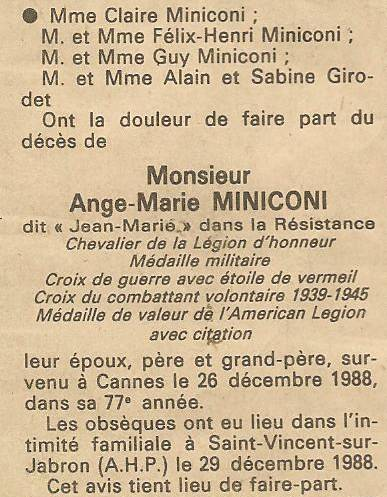
Avis de décès de Ange-Marie Miniconi.

À Cannes, la lourde tâche de remplacer une administration municipale vichyste était en cours. Dans les premiers jours il y eut pas mal de surprises. La plus étonnante de toutes, pour beaucoup de gens, fut que le modeste instituteur du Suquet était en fait le quasi légendaire Commandant Jean-Marie. Un de ses collègues qui avait à plusieurs reprises essayé de convaincre Miniconi de « rejoindre la résistance », qui avait toujours essuyé un refus ou s’était entendu dire « je ne veux participer à rien », fut si furieux de s’être ainsi fait duper qu’il ne lui parla plus pendant plusieurs semaines.
Par la suite Gabriel Davaille (Chef du 4e détachement) fut nommé Président du Comité départemental de libération. Miniconi devint membre de la commission de triage, un tribunal mis en place pour déterminer l’innocence ou la culpabilité des collaborateurs (Collaboration en France).
Le 31 janvier 1945, en qualité de lieutenant-colonel des Forces françaises de l'intérieur, Miniconi fut nommé par les autorités provisoires de la France libre commandant de la 158e Compagnie des forces Républicaines de Sécurité de Nice (Procès-verbal de nomination) une sorte de force de police intérimaire complémentaire de la gendarmerie. L’année suivante, quand la guerre fut terminée en Europe, il fut muté à Nantes, en Bretagne sud. Il y resta jusqu’en 1948, lorsque l’administration gaulliste se purgea elle-même d’un bon nombre d’éléments radicaux qui avaient aidé à la victoire et l’avaient aidé à se mettre « en puissance ». Onze compagnies de CRS furent dissoutes sans avertissement, celle de Miniconi en faisait partie.
De retour à Cannes, il refusa tous les honneurs (puisque par ailleurs on lui en refusait d'autres) et nombre de sinécures qu’on lui proposa. « Le pays ne me doit rien » et « je n’ai pas donné plus d’allégeance que celle due par tout Français », dit-il à cette époque.
Il reprit sa carrière d’instituteur dans une nouvelle école qui fut appelée Hélène Vagliano,, où il resta jusqu’à la retraite, à l’âge de soixante ans, qu’il prit en 1971.
C’est grandement grâce à Ange-Marie Miniconi qu’il y a aujourd’hui dans Cannes une avenue Francis Tonner, une rue Léon-Noël, une rue Louis-Perrisol et nombre d’autres rues et places qui ont été nommées en l’honneur des héroïnes et des héros de la Résistance.
Après tout cela, Ange-Marie Miniconi et son épouse partagèrent leur temps entre un appartement moderne à Cannes au Lotissement « Le Bocage », surplombant la ville, et une petite propriété à Saint-Vincent-sur-Jabron, dont Claire avait hérité.
À Cannes, Miniconi partage son temps entre l’exploitation d’une très puissante station de radioamateur, grâce à un G222 Geloso (Son indicatif était « F9TO ») qui lui valut des amis dans le monde entier, et l’entretien de ses archives sur la résistance.
Malheureusement, malgré toutes ses tentatives, il ne réussit jamais à reconstituer son Réseau puisque tous les participants n'étaient connus, à l'époque, que sous des numéros ou des noms de guerre (Voir Structure en triangles).
Ange-Marie Miniconi mourut, à l'âge de 77 ans, le 26 décembre 1988 à Cannes et fut inhumé à Saint-Vincent-sur-Jabron, dans les Alpes-de-Haute-Provence, village d’origine de Claire, son épouse.

### Distinctions militaires et civiles, hommage posthume
Ange-Marie Miniconi a reçu les distinctions suivantes :
- Chevalier de la légion d'honneur ;
- Médaille militaire ;
- Croix de guerre 1939-1945 avec étoile de vermeil ;
- Croix du combattant volontaire 1939-1945 ;
- Médaille de valeur de l'American Legion avec citation ;
- Plaque d’argent de la municipalité de Cannes.

Le 17 octobre 2011, à 16 h 30, la mairie de Cannes a rebaptisé l’école Metz en « École Ange-Marie Miniconi », à la faveur d'une requête de la petite-fille d’Ange-Marie, Sabine Miniconi, et de Jean-Pierre Tabusso, ancien élève de Monsieur Miniconi. La presse locale a fait écho, le 18 octobre 2011, de cet évènement.

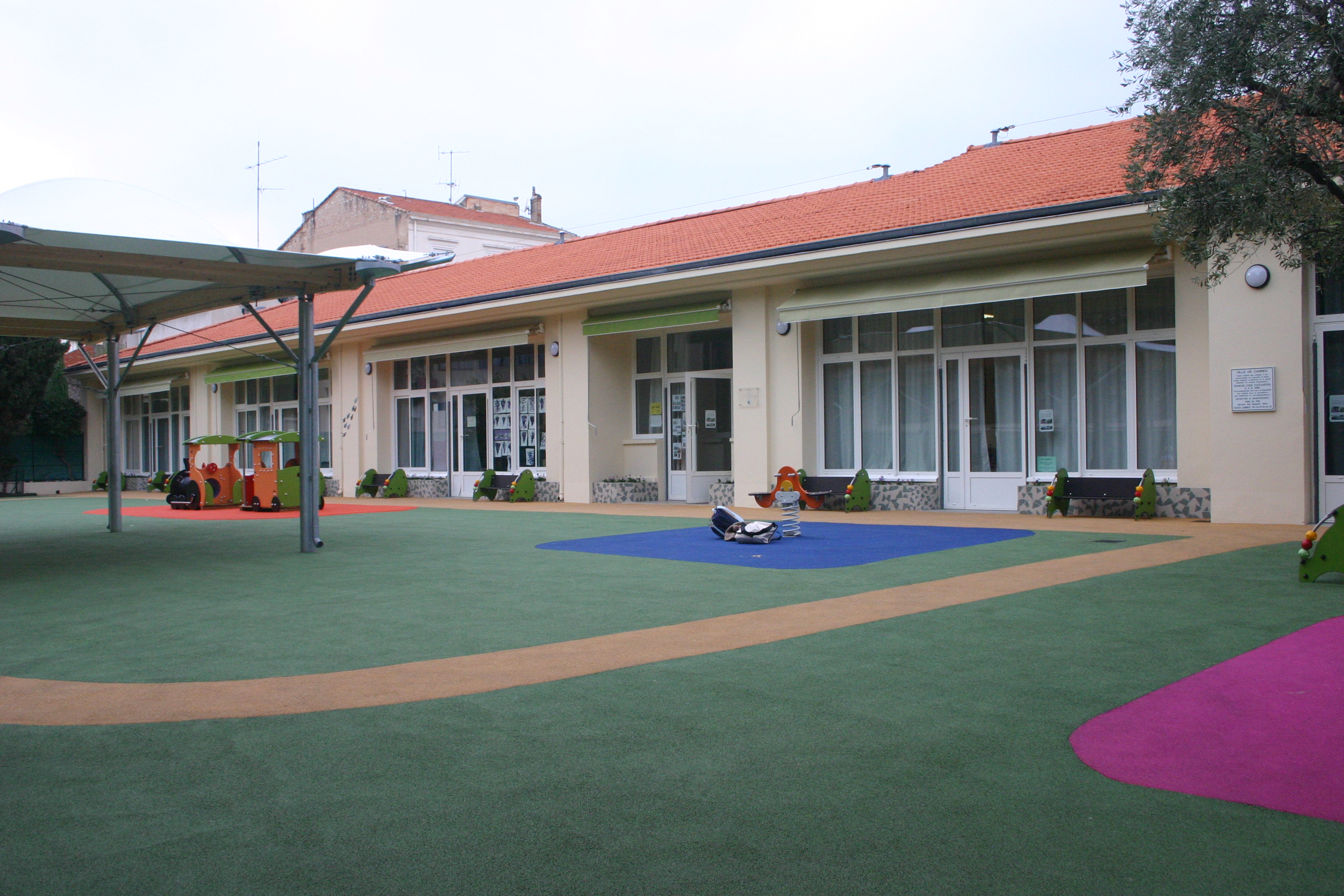
L'école Ange-Marie Miniconi.
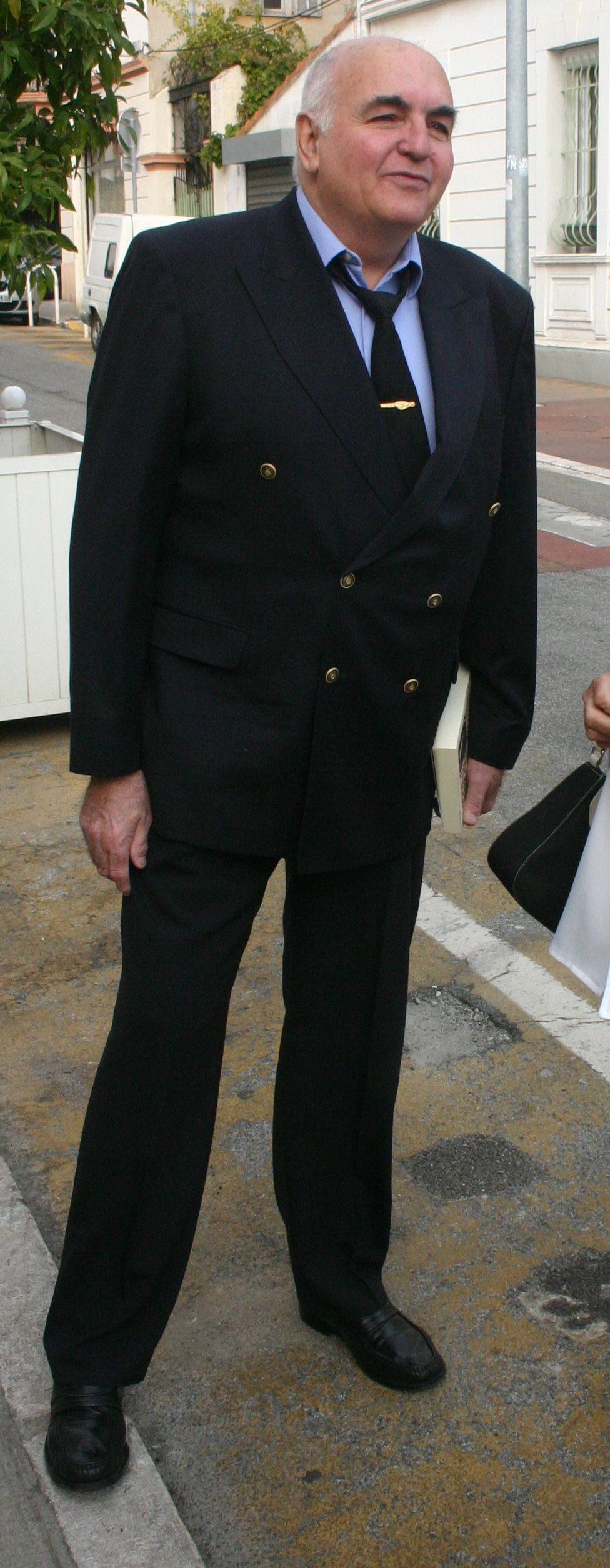
Jean-Pierre Tabusso.
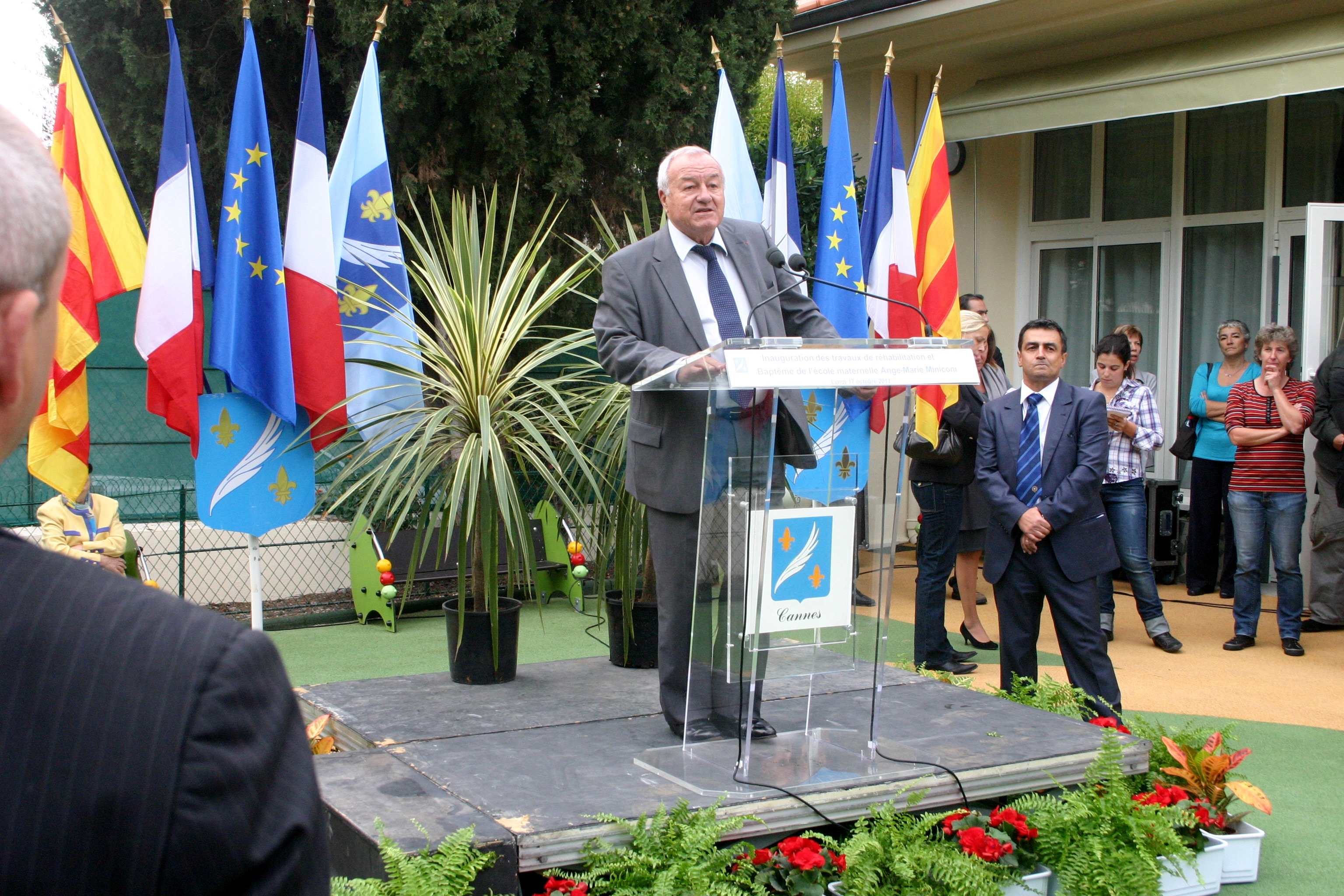
Le Député-maire Bernard Brochand lors de son discours.
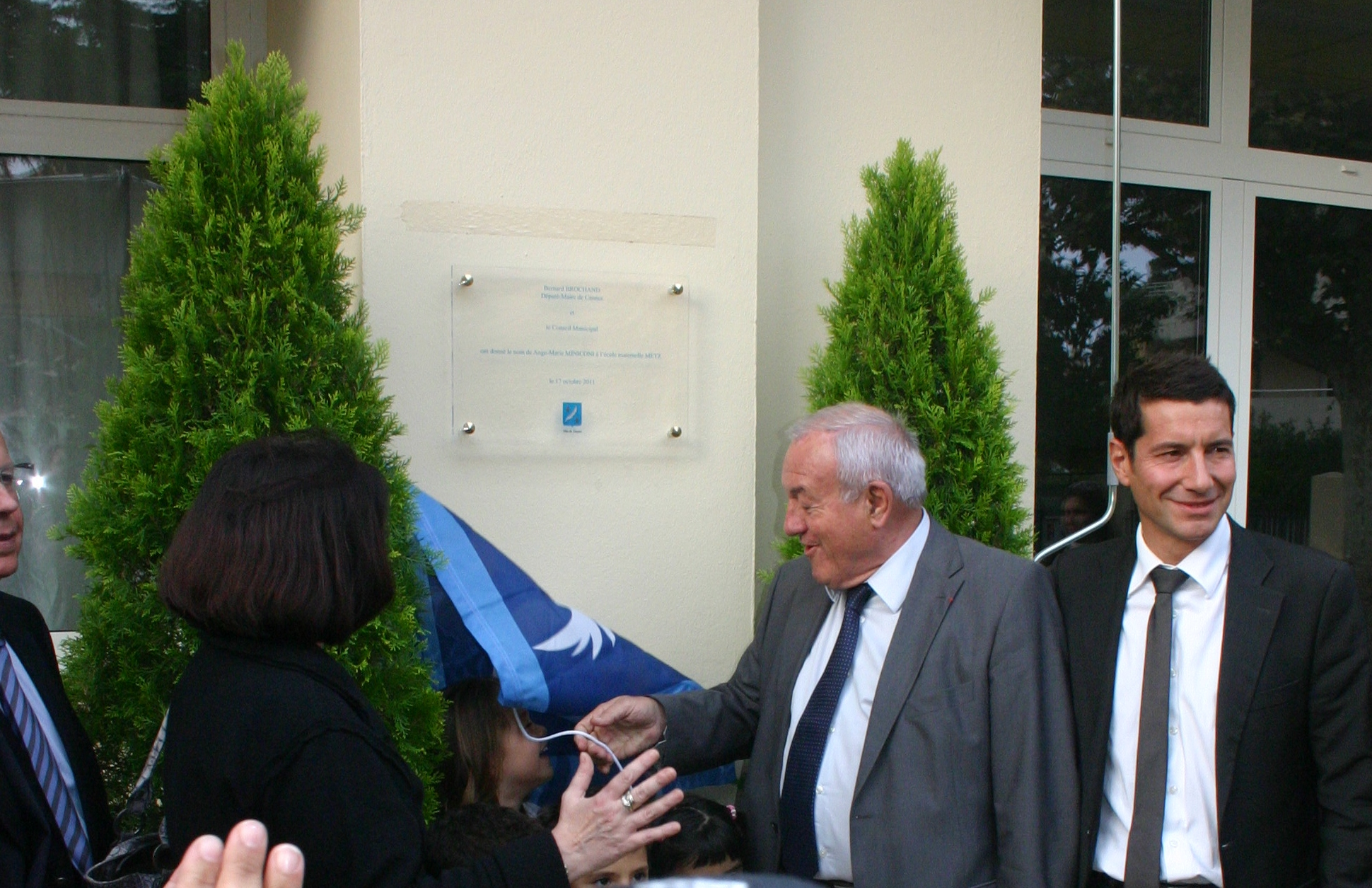
Le Député-maire dévoile la plaque commémorative.
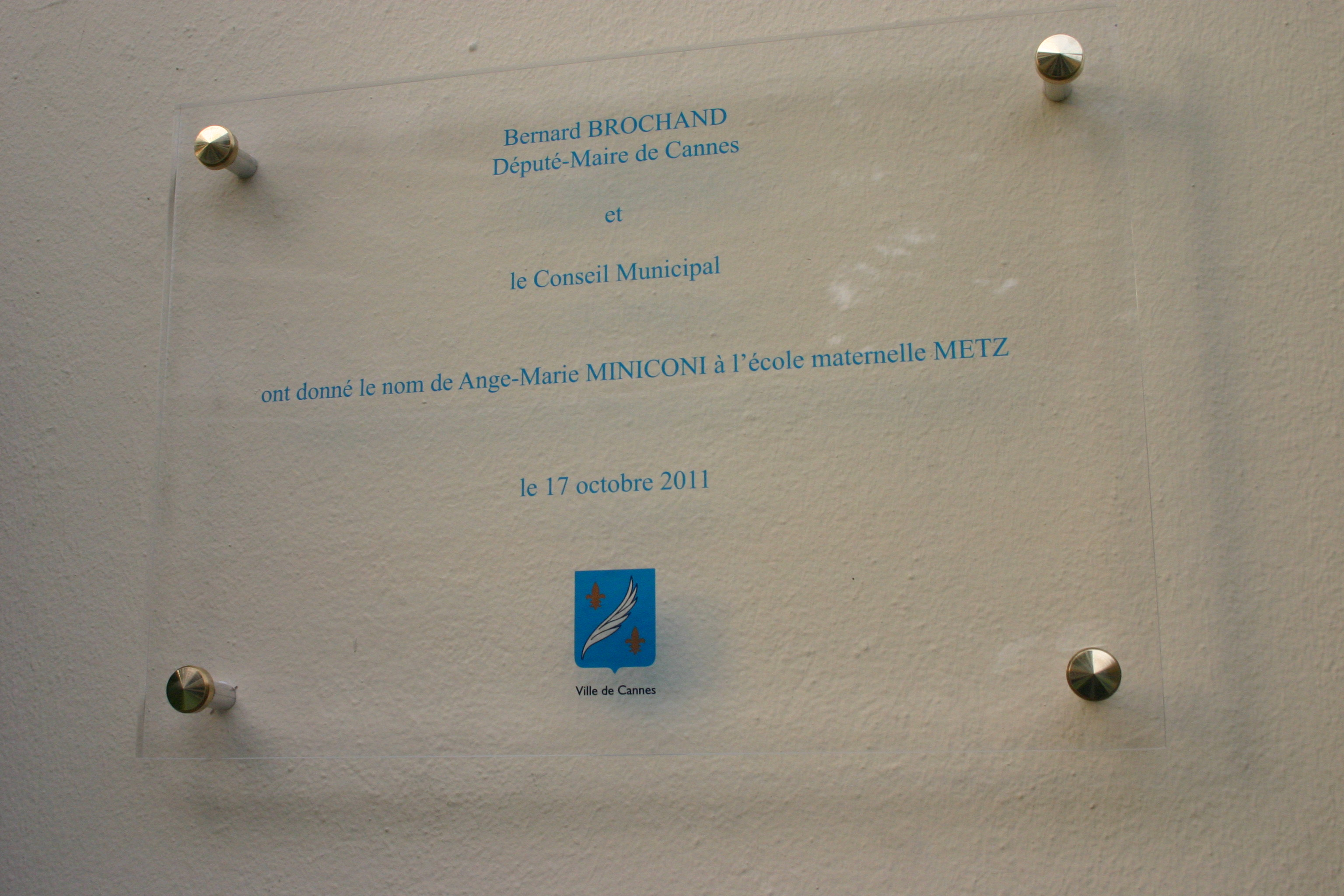
Plaque commémorative.

## Entourage et famille

### La résistance dans la famille Miniconi
La résistance s’est étendue à la famille d'Ange-Marie Miniconi. Il était l’aîné de cinq frères, qui tous furent membres de la résistance. Le plus jeune, Paul, qui avait seulement 14 ans à la fin de la guerre, a agi en tant que courrier. À côté de lui il y avait deux jumeaux, Louis et François, qui étaient membres d’un réseau basé à Nice de 1940 à 1944, le second aîné, Ignace, dit « René », travaillait dans un réseau d’information à Marseille. Quand l’invasion alliée fut imminente, Ange-Marie le contacta et lui demanda de revenir à Nice après que les débarquements aient commencé. Ignace rejoint, alors, une unité de guérilla urbaine avec les jumeaux et furent actifs dans la Libération de Nice.
En plus de cela les parents Miniconi, Félix et Césarine, mettaient à disposition leur maison (La villa Cesa) dans le quartier de St-Sylvestre au nord de Nice pour servir de boîte aux lettres et de cache à certaines personnes à exfiltrer (Juifs, Étrangers, déserteurs, etc.) vers les maquis de l'Estérel.

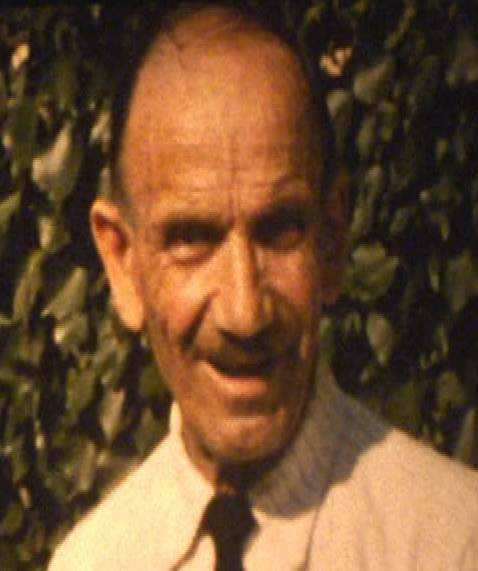
Félix, Antoine Miniconi (1887-1961).
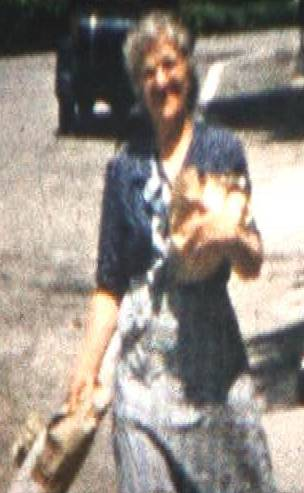
Césarine Miniconi, (née Ucciani) (1891-1957).
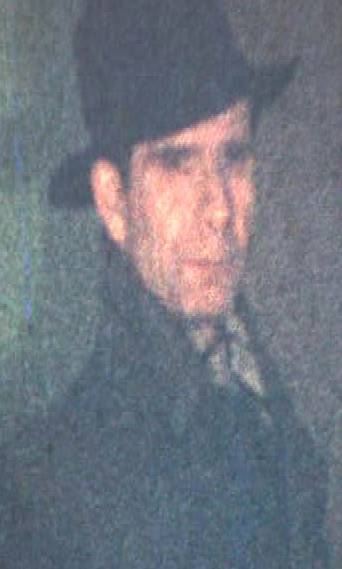
Ange-Marie Miniconi (1911-1988).
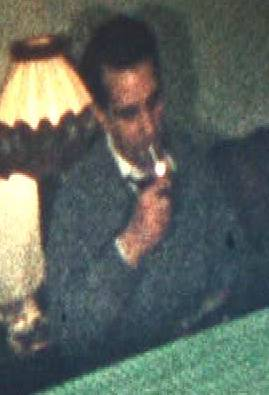
Ignace Miniconi (1913-1988).
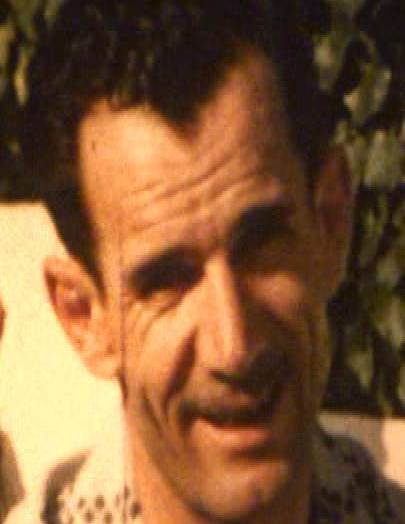
Louis Miniconi (1921-2001) frère jumeau de François.
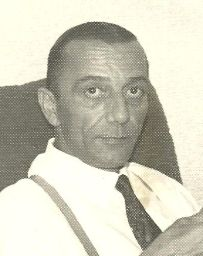
François Miniconi (1921-1974), frère jumeau de Louis.

Les photos des membres de la famille Miniconi, ci-dessus, sont extraites des films 8 mm et Super 8 qu'Ignace Miniconi a tournés. D'autres sont de Pierre Dat.

### Louis Miniconi
Louis Miniconi a reçu les distinctions suivantes :
- Légion d'honneur ;
- Médaille militaire ;
- Croix de guerre 1939-1945 ;
- Croix de la valeur militaire ;
- Croix du combattant volontaire de la Résistance ;
- Médaille d'Honneur de la police ;
- Médaille des blessés ;
- Médaille d'argent courage et dévouement.

### La40ecompagnieet la structure en triangle
Un commandant de compagnie choisit un second et désigne quatre hommes en lesquels il a une absolue confiance, ces derniers vont diriger les détachements qui vont constituer la compagnie.
Chacun de ces hommes recrute alors quatre personnes sur lesquelles il va s’appuyer pour diriger les sections composants son détachement. Finalement, les chefs de sections ont à leur tour choisi quatre chefs de triangle, dont chacun et responsables de ses deux hommes.
Une section est ainsi composée de quatre triangles et un chef, soit treize hommes. Un détachement de quatre sections et son chef représente 53 hommes et une compagnie complète avec quatre détachements plus son commandant et son adjoint se monte à un total de 214 hommes.
Au point de vue de la sécurité, ce strict cloisonnement signifie que le maximum de membres qu’un chef connait à quelque niveau hiérarchique que ce soit, est de cinq : les quatre qu’il a recrutés et son supérieur immédiat.
En outre, les 128 hommes de troupe sont identifiés grâce à des numéros et la majorité des gradés grâce à leur nom de guerre. Sauf par coïncidence ou par accident, il n’y a pas contact entre les chefs des différentes sections, pas plus qu’il n'y a de contact entre les différents hommes de sections différentes. C’est seulement lors d’une action que les différentes sections peuvent entrer en contact et dès que l’opération est terminée ils reprennent chacun une vie normale.
Ange-Marie Miniconi, à qui on avait attribué les numéros allant de 3 100 à 5 000 pour constituer son groupe, chercha jusqu’à la fin de sa vie à mettre des noms sur la majorité des numéros assignés aux gens qui avaient fait partie de son réseau sans jamais y parvenir totalement.
Il avait si bien organisé la structure de sa compagnie que même sans sa liste papier qui était soigneusement cachée, seulement grâce aux numéros qu'il avait attribué à ses hommes, il savait à quel étage de la hiérarchie il s'adressait.
| Nom                 | Nom de guerre | Fonction                |
| ------------------- | ------------- | ----------------------- |
| Ange-Marie Miniconi | Jean-Marie    | Commandant              |
| André Emérini       | Curtel        | Adjoint                 |
| Gaston Ricatto      | Raymond       | Chef du 1er détachement |
| Sam Kadyss          | Sanglier      | Chef du 2e détachement  |
| Fernand Frossart    | Le Teck       | Chef du 3e détachement  |
| Gabriel Davaille    | Roseau        | Chef du 4e détachement  |

### Sam Kadyss
Après la Libération, Sam Kadyss reçoit la médaille de la résistance des mains du Général Marie-Pierre Kœnig.